# Kris Jenner
Kristen Mary Jenner (née Houghton), dite Kris Jenner, est une productrice de télévision, une femme d'affaires et une personnalité des médias américaine, née le 5 novembre 1955 à San Diego, en Californie. Elle accède à une notoriété mondiale en créant et en jouant dans sa propre série de téléréalité, L'Incroyable Famille Kardashian.

## Biographie
Kris est née le 5 novembre 1955 à San Diego, en Californie de Mary Jo et Robert Houghton. Elle a une sœur, Karen. Elle est d'origine néerlandaise et écossaise. Ses parents ont divorcé alors qu'elle avait sept ans. À la suite de ce divorce, elle fut élevée avec sa sœur par sa mère. 

### Vie privée
À 17 ans, elle rencontre Robert Kardashian, ils se marient en juin 1978. Ils ont eu quatre enfants : Kourtney, Kim, Khloé et Robert Kardashian Jr. Cependant, ils divorcent en 1990. Robert Kardashian meurt des suites d'un cancer de l’œsophage le 30 septembre 2003. Elle se remarie en 1991 avec Bruce Jenner, devenu Caitlyn Jenner à la suite de sa transition. De son union avec Jenner, elle devient la mère de deux nouvelles filles Kendall et Kylie. En janvier 2016, elle révèle avoir fait une fausse couche avant la naissance de Kendall. En octobre 2013, elle annonce sa séparation avec Jenner. Leur divorce a été prononcé en décembre.
Elle est également la grand-mère de treize petits enfants : Mason, Penelope, Reign et Rocky (les enfants de Kourtney), North, Saint, Chicago et Psalm (les enfants de Kim), Dream (la fille de Robert Jr), True et Tatum (enfants de Khloe) Stormi  et Aire (les enfants de Kylie).
La mère des Kardashian est apparue sur le plateau de The Tonight Show de Jay Leno pour promouvoir son dernier livre Kris Jenner... and All Things Kardashian (en), publié en 2011, dans lequel elle donne les détails de sa liaison qui a ruiné son mariage et a finalement conduit à son divorce en 1990 avec Robert Kardashian.
« Il était le seul homme que j’aie jamais connu » a-t-elle déclaré à Jay Leno à propos de son premier mari, qu’elle a rencontré alors qu’elle n’avait que 17 ans.
« Quand vous êtes jeune, vous faites beaucoup de choses stupides, et le fait d’avoir eu une liaison est probablement le plus grand regret de ma vie. [J’étais] sans doute juste naïve et stupide et je ne me rendais sûrement pas compte que le mariage a ses hauts et ses bas “.
Dans un extrait de son livre, elle détaille ses amours extraconjugales :
« Je ne sais pas pourquoi j’ai eu une crise dans le milieu de la trentaine. Son nom était Tod et il a été producteur. On avait des relations sexuelles sauvages partout, tout le temps. Un matin, Robert m’avait suivie. Il nous a trouvés dans un restaurant. »
Quand elle et Robert ont divorcé, elle déclare : « Nous l’avons dit à nos enfants ensemble. Ils ne nous ont d’abord pas crus, puis se sont mis à pleurer à chaudes larmes ». Depuis octobre 2014, elle est en couple avec le co-manager de Justin Bieber, Corey Gamble, de vingt-cinq ans son cadet.
En août 2020, Kris Jenner a vendu une de ses demeures à Katharina Harf pour la somme de 15 millions de dollars.

### Carrière et renommée
Kris Jenner et sa fille Kourtney Kardashian ont ouvert en 2003 un magasin de vêtements pour enfants appelé Smooch. Elles y ont  travaillé jusqu'en 2009 et c'est la grossesse de Kourtney qui les a contraintes à fermer le magasin. Sa véritable notoriété est née avec l'émission de téléréalité L'Incroyable Famille Kardashian mettant en scène toute la famille recomposée. Elle est depuis devenue la manager de plusieurs membres de la famille, et a créé avec son ex-époux Caitlyn une entreprise de communication, Jenner Communications Inc.
C'est elle qui a produit les émissions L'Incroyable Famille Kardashian et Khloé and Lamar. Elle participe également depuis 2011 à l'émission The Talk diffusée sur le réseau CBS.
Deux de ses enfants (Kim et Rob) ont participé à l'émission Dancing with the Stars (version américaine de Danse avec les stars), et Khloé à The Celebrity Apprentice (émission de télé réalité du milliardaire Donald Trump).
Elle a sa propre collection de vêtements "The Kris Jenner Kollection", qu'elle a créée en même temps que la ligne de vêtements de ses filles (Kim, Kourtney et Khloé Kardashian), The Kardashian Kollection.
En 2013, elle annonce qu'elle produira et présentera son propre Talk Show en juin.
En 2014, sa fortune est estimée à 40 millions de dollars.
En 2018, elle apparaît dans le clip de Thank U, Next de Ariana Grande.

### Justice
En octobre 2020, Kris Jenner est accusée de harcèlement sexuel. Son garde du corps, Marc McWilliams, dit avoir été victime « d’avances sexuelles non désirées et ce, de façon régulière, et d’autres formes de harcèlement ». 